# کوهستان خانگای
کوهستان خانگای (مغولی: Хангайн нуруу) یک رشته‌کوه در بخش مرکزی مغولستان است. این رشته‌کوه در حدود ۴۰۰ کیلومتری غرب اولان‌باتور واقع شده‌است. در چین باستان این کوهستان را یانران می‌نامیدند.
محدوده آن از غرب به سوی جنوب شرقی است و به طول ۷۵۴ کیلومتر گسترش می‌یابد. بلندترین قله آن اُتگون‌تنگر (جوان‌ترین آسمان) نام دارد که ارتفاعش ۴٫۰۰۸ متر است و یخچال طبیعی کوچکی همیشه بر فراز آن حضور دارد.
در کوهستان خانگای، رودخانه‌ها، آبشارها و تنداب‌های زیادی جاری است. یکی از بزرگترین آبشارها در این کوهستان، «اولان تسوتگالان» نام دارد که در مسیر رود اورخون واقع شده‌است.